# Matthias Brassanus
Matthias Brassanus, auch Brassenius, latinisiert aus Braaß (* Kempen; † 17. Januar 1552 in Lübeck) war ein deutscher reformatorischer Pädagoge des 16. Jahrhunderts.

## Leben
Die Herkunft von Brassanus ergibt sich aus seinen Angaben in den Universitätsmatrikeln. Bartholomäus Sastrow berichtet in seiner Autobiografie, dass Brassanus vor der Reformation als Zisterziensermönch im Kloster Neuenkamp im vorpommerschen Franzburg lebte und bei dessen Säkularisation vom pommerschen Herzog Philipp I. zum Studium an die Universität Wittenberg geschickt wurde. Hier ist er durch seine Immatrikulation am 20. Mai 1531 nachgewiesen; sein Abgangszeugnis vom 10. August 1542 belegt, dass er in Wittenberg den Grad eines  Magisters erlangte. Ostern 1543 wurde er „fuit honoratus“ (ehrenhalber, ohne Gebühr) als Magister an der Universität Rostock immatrikuliert.
Er wirkte zunächst, wie auch Hermann Bonnus, als Lehrer in Stralsund und war scholemeister der Schule an St. Nikolai, einer der drei an den Kirchen bestehenden Schulen in Stralsund, wo er Bartholomäus Sastrow zusammen mit Nikolaus Smiterlows jüngstem Sohne Georg unterrichtete. Sastrow kennzeichnet ihn als fein, messiges, zuchtigs, gelerts Menlin (fein, mässiges, züchtiges, gelehrtes Männlein). An Reminiscere 1542 führte er mit seinen Schülern in der Marienkirche die historia van Joseph, ein Geistliches Spiel von Josef und seinen Brüdern auf.
Im folgenden Jahr 1543 wurde er zum Rektor des Katharineum zu Lübeck berufen, wo er bis zu seinem Tode blieb. Sein Nachfolger als Rektor in Lübeck wurde Petrus Vincentius. Dieser wurde bereits zu Beginn des Sommersemesters 1549 auf eigenen Wunsch hin als Professor der Universität Greifswald entlassen und ging als Lehrer an das Katharineum zu Lübeck, wohl schon mit der Aussicht auf die Nachfolge von Brassanus nach dessen Tode. Am 4. November 1552 erfolgte die Ernennung von Vincentius zum Rektor in Lübeck.